# Polixena
În mitologia greacă, Polixena este o prințesă a Troiei, cea mai mică fiică a lui Priam și  Hecuba. Nu este menționată în „Iliada”, dar apare ulterior în alte epopei referitoare la războiul troian, mai ales în legătură cu legenda lui Ahile. Se spune că în timp ce Polixena și fratele ei, Troilos, se aflau la fântână a apărut Ahile. Acesta l-a ucis pe Troilos, dar Polixena a reușit să scape, nu fără a trezi prin frumusețea ei dragostea eroului aheu. Mai târziu, o legendă consemnează că Polixena i-a însoțit pe regele Priam și pe  Andromaca la cortul lui Ahile pentru a-i cere trupul neînsuflețit al lui Hector. Ahile a rămas indiferent la rugămințile lui Priam și ale văduvei inamicului său, dar când Polixena i s-a oferit ca sclavă în schimbul trupului lui Hector, a acceptat. Ba mai mult, pentru a obține mâna fiicei lui Priam, Ahile era dispus ori să-i părăsească pe greci și să se întoarcă în patria sa, ori să treacă în tabăra troienilor. Această înțelegere ar fi urmat să se încheie în templul lui Apollo, însă Paris, care se ascundea după statuia zeului, l-a ucis pe Ahile cu o săgeată.
După cucerirea Troiei, Polixena a murit. Ea a fost rănită de către Diomede și Ulise, în timpul asaltului de noapte, după cum este scris în Cântecele Cipriene, ori a fost sacrificată pe mormântul lui Ahile de Neoptolemus sau de căpeteniile grecești. Această a doua versiune a morții Polixenei, a fost dezvoltată de poeții tragici, și în special de Euripide. Ca și Ifigenia, Polixena a fost sacrificată pentru a asigura întoarcerea în siguranță a grecilor. Altă legendă spune că Ahile i s-a arătat în vis lui Neoptolemus și i-a cerut să o facă.